# Кастлванія
«Кастлванія» (англ. Castlevania) — американський мультсеріал Воррена Елліса, заснований на відеогрі Konami Castlevania III: Dracula's Curse 1989 року.
Прем'єра серіалу відбулася на платформі Netflix 7 липня 2017 року. У той же день серіал був продовжений на другий сезон з 8 епізодів, прем'єра якого відбулася 26 жовтня 2018 року.
Незабаром після випуску другого сезону серіал був продовжений на третій сезон з 10 епізодів, який з'явився на Netflix 5 березня 2020 року.
27 березня 2020 року було оголошено про продовження на четвертий, останній, сезон. Прем'єра 4 сезону відбулася 13 травня 2021 року.

## Сюжет
Серіал розповідає про Тревора Бельмонта (озвученого Річардом Армітідж), який захищає Волощину від Дракули (озвучений Ґремом МакТавішем) і його поплічників.

## Актори та персонажі
- Річард Армітедж — Тревор Бельмонт, останній живий член клану Бельмонтів, родини мисливців на чудовиськ
- Джеймс Калліс — Едріан «Алукард» Цепеш, дампір, син Дракули та Лізи Цепеш, який прагне захистити людство від свого батька
- Грем Мак-Тавіш — Влад «Дракула» Цепеш, вампір, який клянеться помститися людству за вбивство своєї дружини Лізи, скликаючи армію монстрів
- Емілі Своллоу — Ліза Цепеш, дружина Дракули
- Тоні Амендола — старійшина, лідер групи Говорящих
- Метт Фрюер — Єпископ, корумпований священнослужитель, який наказує спалити Лізу за чаклунство
- Тео Джеймс — Гектор, майстер-коваль, якого Дракула закликав створити армію монстрів для війни проти Валахії
- Джеймі Мюррей — Кармілла, вампірка та член військової ради Дракули, керівниця Ради сестер
- Петер Стормаре — Годбренд, воєначальник вікінгів-вампірів, покликаний служити Дракулі в битві проти Валахії
- Джессіка Браун Фіндлей — Ленор, дипломат Ради Сестер
- Івана Миличевич — Стріґа, військовий член Ради сестер
- Ріла Фукусіма — Сумі, мисливець на вампірів з Японії
- Джейсон Айзекс — Суддя, міський лідер Лінденфельда, який бажає зберегти мир і порядок у місті за будь-яку ціну
- Навід Негабан — Сала, головний монах Лінденфельда
- Білл Наї — Сен-Жермен, дивна людина, яка досліджує царство, відоме як Нескінченний Коридор
- Ленс Реддік — Капітан, капітан піратів
- Малкольм Макдавелл — Варні, егоїстичний вампір із Лондона та колишній агент армії Дракули
- Марша Томасон — Грета з Данешті, фехтувальниця карфагенського походження
- Тітус Веллівер — Ратко, жорстокий слов'янський воїн-вампір

## Список епізодів
| Сезон   | Епізоди | Епізоди | Оригінальний випуск | Оригінальний випуск |
| ------- | ------- | ------- | ------------------- | ------------------- |
| Сезон 1 | 4       | 4       | 7 липня 2017        | 7 липня 2017        |
| Сезон 2 | 8       | 8       | 26 жовтня 2018      | 26 жовтня 2018      |
| Сезон 3 | 10      | 10      | 5 березня 2020      | 5 березня 2020      |
| Сезон 4 | 10      | 10      | 13 травня 2021      | 13 травня 2021      |

## Відгуки критиків
На сайті Rotten Tomatoes серіал має рейтинг 80 % на основі 25 рецензій критиків із середнім рейтингом 7.39/10. Проєкт є першою в історії сайту адаптацією відеоігри, яка отримала «свіжий» рейтинг.
На Metacritic серіал отримав 71 бал зі ста на основі 4-х «в загальному позитивних» відгуків критиків.